# La Scarzuola
La Scarzuola és un complex arquitectònic situat al poble de Montegiove a la comuna de Montegabbione, província de Terni, Itàlia. Obra de l'arquitecte llombard Tomaso Buzzi (1900-1981), es podria considerar un dels monuments més inclassificables i extraordinaris, alhora que isolats i desconeguts d'Itàlia.

## Història

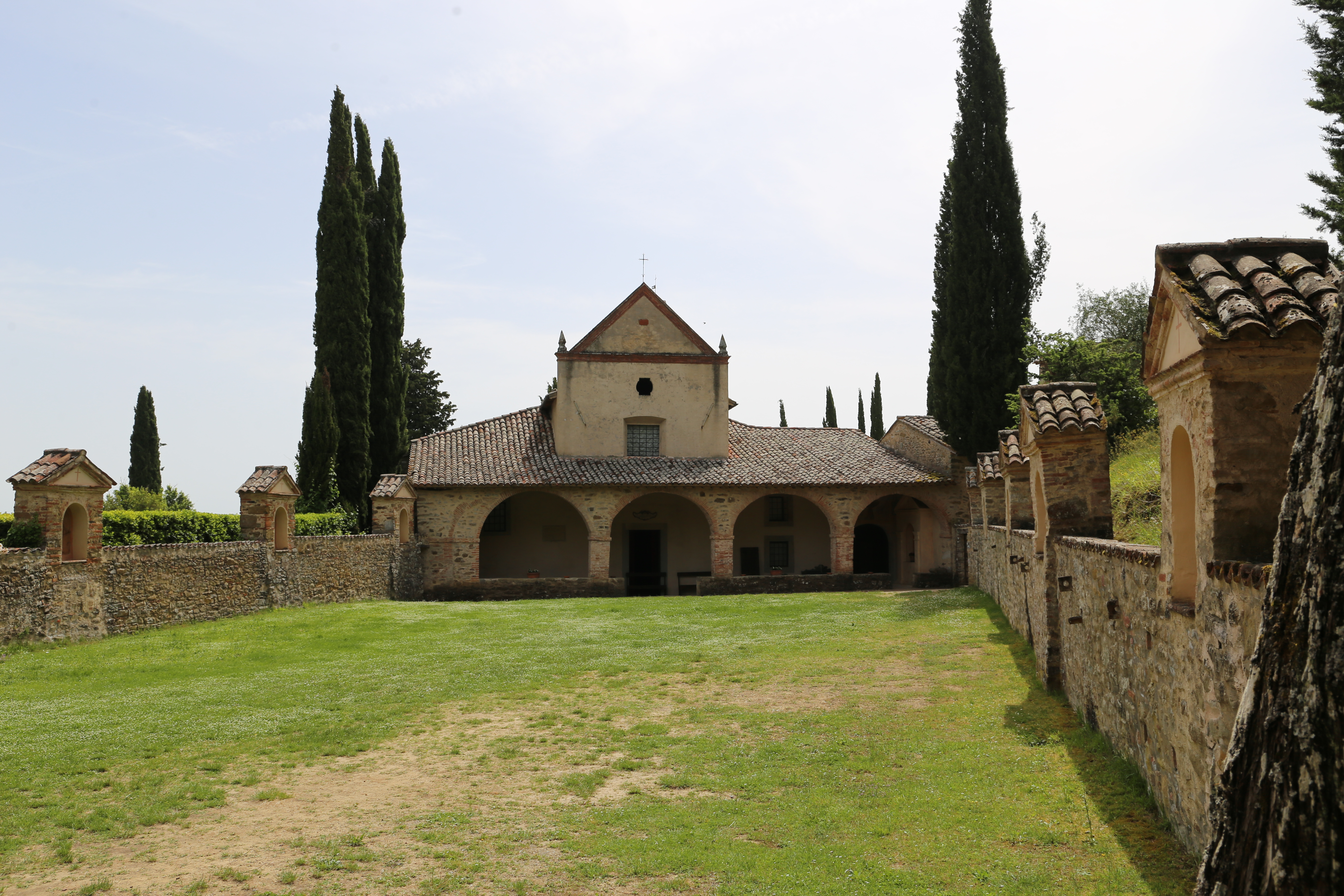
Convent de Sant Francesc d'Assís

A l'origen, hi trobem un antic convent fundat per Francesc d'Assís al 1218. Explica la llegenda que el sant hi va plantar un roser on feu brollar una font. El nom li prové d'una planta que creix als pantans, la scarza, amb la qual el sant es va construir una cabana. L’església del convent conserva un fresc del segle XII de Francesc levitant, i altres amb sants martiritzats.

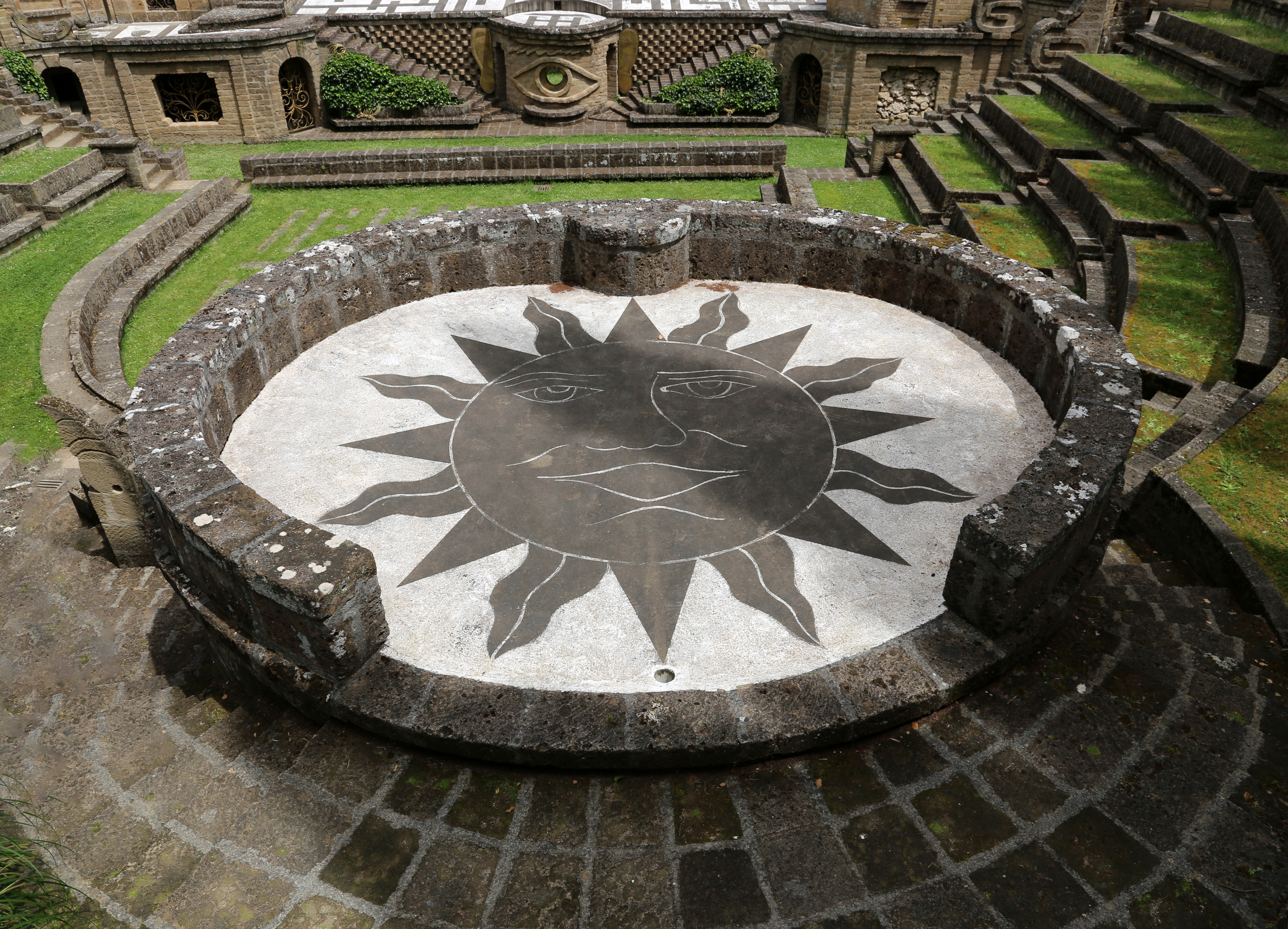
Anfiteatre (Teatrum Mundi)

A l’any 1956, l’arquitecte Tomasso Buzzi va adquirir i restaurar el convent. Tanmateix, Buzzi va veure en aquest indret el marc ideal per construir la seva ciutat ideal, que ell mateix va projectar i edificar entre els anys 1958 i 1978.

### La ciutat imaginada

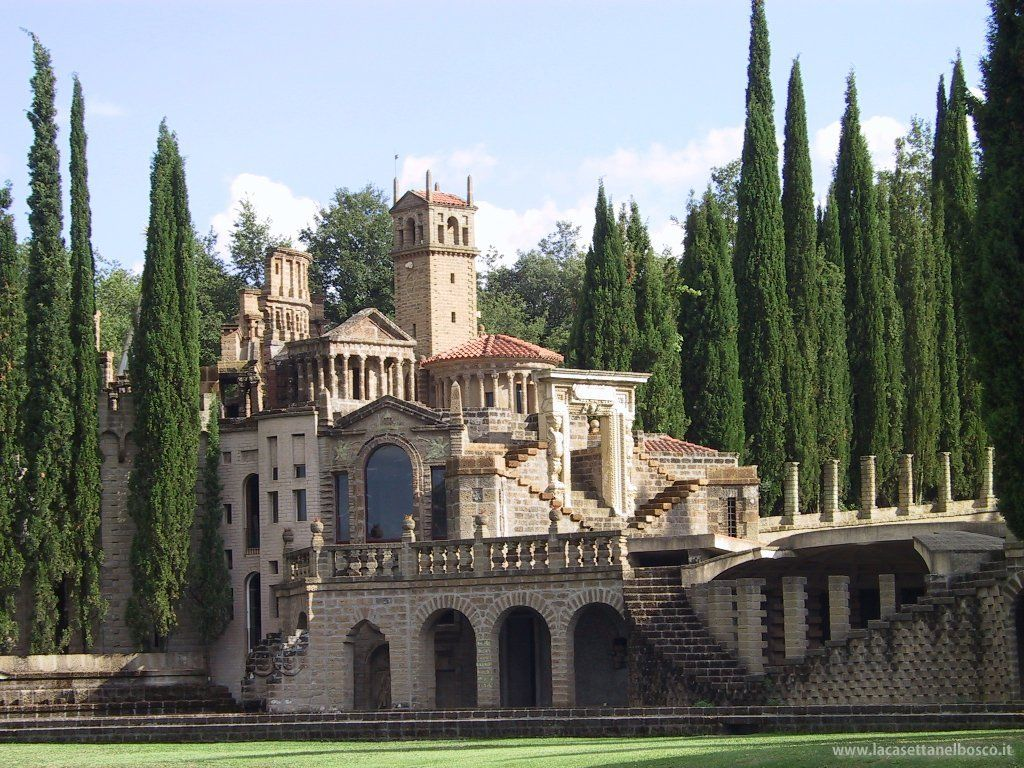
Scarzuola

Buzzi va recrear la seva fantasia en el jardí del costat de l'església, al qual hi accedim a través d'una cova excavada a la roca —on es diu va produir-se el miracle de la font— i per una porta simbòlica que comunica amb el convent: la Porta Gloria Dei. Així mateix com les altres dues portes que trobarem (Mater Amoris i Gloria Mundi) simbolitzen respectivament el diví, l'amor i la misèria del materialisme. Travessar-les suposa entrar a la ciutat de Buzzi, concebuda com un decorat teatral format per un grup d’edificis buits en el seu interior, on hi coexisteixen diferents arquetips occidentals com l'Acròpoli, el Panteó o el Colosseu, junt amb un conjunt de construccions sorprenents: la Torre del Temps, el Temple de la Mare Terra —amb la façana d'un bust d'una geganta nua—, la Porta de l'art i de la fantasia, la Boca de la balena de Jonàs, la Torre de la meditació i la solitud...

### Simbolisme
L’artista va voler establir una relació iniciàtica entre el convent franciscà (ciutat sagrada) i els “espais teatrals” (ciutat profana), on abunden els símbols amb elements extrets de la filosofia hindú, la maçoneria i els jardins hermètics inspirats en el llibre renaixentista Hypnerotomachia Polyphili. Escales que van en totes direccions a l'estil Escher, edificis amb desproporcions intencionades, monstres...., més enllà del surrealisme o de l'estil manierista en que s'ha volgut identificar, La Scarzuola és sobretot un monument simbòlic, geomètric i màgic.
Aquesta obra inclassificable va costar a Buzzi el menyspreu i la marginació dels seus col·legues, que no van trigar a qualificar d’insensat el seu projecte. Per defensar-se, l’artista va adoptar una actitud franciscana:
| « | «Quan estic amb vosaltres, porto vestit i corbata, quan soc aquí, a La Scarzuola, resto despullat», expressant així la felicitat i la llibertat creativa que gaudia en aquest lloc. | » |

Convertit en arquitecte maleït, Buzzi deixà incompleta una genial fantasia on hi va plasmar tot el seu saber arquitectònic i ocultista.